# 加藤酉治
加藤 酉治（かとう とりじ、1873年（明治6年）12月10日-没年不明）は、日本の政治家。福島県新地村長（第12代）。

## 来歴
福島県相馬郡新地村（現・新地町）生まれ。
幼い頃から氏家閑存の門下に入り学ぶ。壮年になると身を軍籍に置き、憲兵軍曹に昇進。帰郷後も在郷軍人会に尽力した。
明治40年3月5日に新地村役場雇に命じられ、同年4月1日には書記に推薦される。
明治39年4月1日、賞勲局から明治37、8年の戦役の功により勲七等青色桐葉章を受賞する。
昭和20年（1945年）、新地村長に就任。昭和21年（1946年）退任。

## 家族・親族

### 遠戚
- 鳥居修晃（心理学者・東京大学名誉教授、玄孫の義伯父、7親等）
- 望月登志子（心理学者・日本女子大学名誉教授、玄孫の義伯母、7親等）
- 渡部光正（音楽家、曾孫の夫、3親等）